# Amtsgericht Marne
Das Amtsgericht Marne war ein deutsches Amtsgericht mit Sitz in Marne.

## Geschichte
Mit der Annexion Schleswig-Holsteins wurden 1867 in der nunmehr preußischen Provinz fünf Kreisgerichte und das übergeordnete Appellationsgericht Kiel eingerichtet. Als Eingangsgerichte wurden Amtsgerichte geschaffen, darunter das Amtsgericht Marne als eines von 17 Amtsgerichten des Kreisgerichts Itzehoe. Den Gerichtssprengel bildete der Kirchspielvogteidistrikt Marne mit St. Michalisdonn und dem Kronprinzen-, Sophien- und Friedrichskoog und den vorliegenden ungedeichten landesherrlichen Vorlanden und Watten. Mit dem Inkrafttreten des deutschen Gerichtsverfassungsgesetzes am 1. Oktober 1879 wurden reichsweit einheitlich Amts-, Land- und Oberlandesgerichte geschaffen. Das Amtsgericht Heide blieb bestehen und war nun dem Landgericht Altona nachgeordnet. Sein Gerichtsbezirk umfasste daraufhin aus dem Kreis Süderdithmarschen die Gemeindebezirke Frederik VII Koog, Kaiser-Wilhelm-Koog, Kronprinzenkoog und Marne sowie den Gutsbezirk Marner Vorlande. Am Gericht bestand 1880 eine Richterstelle. Das Amtsgericht war damit ein kleines Amtsgericht im Landgerichtsbezirk.
Als Altona durch das Groß-Hamburg-Gesetz von 1937 nach Hamburg eingemeindet wurde, wurde das Landgericht Altona nach Itzehoe verlegt. Im Jahre 1970 wurde das Amtsgericht Marne aufgehoben, und das Amtsgericht Meldorf übernahm seine Aufgaben.